# Ai no Tane
Pour les articles homonymes, voir Tane.
Singles de Morning Musume
Morning Coffee
(28 janvier 1998)
Ai no Tane (愛の種, "Les graines de l'amour") est le tout premier single "hors série" du groupe de J-pop Morning Musume, sorti en indépendant en 1997. Une nouvelle version de la chanson (« 20th Anniversary Ver. ») sort en 2017, interprétée  par « Morning Musume 20th ».

## Présentation
Le single Ai no Tane sort le 3 novembre 1997 au Japon sur le label indépendant Uraneba Record affilié au label zetima, au format "mini-CD" de 8 cm. Sur-titré Asayan Project (ASAYAN プロジェクト), il est produit pour tester le potentiel du groupe à l'issue de sa création lors de l'émission télévisée de recherche de talents Asayan : le défi (réussi) lancé aux cinq membres par le producteur Tsunku dans le cadre de l'émission était de vendre dans le mois les 50 000 exemplaires produits, à l'occasion de rencontres hebdomadaires avec le public, pour que le groupe puisse continuer sa carrière en signant un contrat définitif avec le label "major" zetima.
Ce single "hors série" ne contient qu'un seul titre, et est rare et recherché par les fans. La chanson-titre figurera à nouveau en "face B" du premier single officiel "major" du groupe qui sortira trois mois plus tard, Morning Coffee, puis sur son premier album qui sortira l'année suivante, First Time, ainsi que sur sa première compilation Best! Morning Musume 1 de 2001. Elle restera pendant longtemps la seule chanson originale du groupe à ne pas avoir été écrite et composée par Tsunku.

## Liste des titres
| 1. | Ai no Tane (愛の種) | Kenzō Saeki | Tetsutarō Sakurai | Tetsutarō Sakurai | 4:12 |

## Crédits
Membres du groupe créditées sur le single
- 1re génération : Yuko Nakazawa, Aya Ishiguro, Kaori Iida, Natsumi Abe, Asuka Fukuda

Musiciens
- Yūji Yokozeni – batterie
- Masahiki Rokugawa – basse
- Kiyoshi Tsuchiya – guitare
- Shin Kōno – piano et clavier

## 20th Anniversary Ver.
Ai no Tane (20th Anniversary Ver.) (愛の種...) est une nouvelle version de la première chanson de Morning Musume Ai no Tane. Elle sort le 3 novembre 2017 en format numérique, de même que sa version instrumentale, exactement vingt ans après la sortie de la version originale, afin de célébrer le 20e anniversaire des débuts du groupe.
Elle est interprétée par « Morning Musume 20th », formation temporaire regroupant ponctuellement les cinq premières membres de Morning Musume (interprètes de l'originale, âgées de 32 à 44 ans en 2017) et les quatorze membres de « Morning Musume. '17 » (actuelles membres de Morning Musume en 2017). L'une des interprètes, Asuka Fukuda, n'avait plus eu de contact avec les autres membres depuis 18 ans, après son départ du groupe en 1999.
Une version alternative interprétée uniquement par les membres de Morning Musume '17 figurera sur son album 15 Thank You, Too qui sortira en fin d'année, tandis que la version complète figurera sur l'album de Morning Musume 20th Hatachi no Morning Musume qui sortira en février 2018.
Morning Musume 20th :
- « 1re génération » : Yuko Nakazawa, Aya Ishiguro, Kaori Iida, Natsumi Abe, Asuka Fukuda
- Morning Musume '17 : Mizuki Fukumura, Erina Ikuta, Haruna Iikubo, Ayumi Ishida, Masaki Satō, Haruka Kudō, Sakura Oda, Haruna Ogata, Miki Nonaka, Maria Makino, Akane Haga, Kaede Kaga, Reina Yokoyama,  Chisaki Morito

| 1. | Ai no Tane (20th Anniversary Ver.) (愛の種 ...) | Kenzō Saeki    | Tetsutarō Sakurai | Shunsuke Suzuki | 4:06 |
| 1. | Ai no Tane (20th etc.) (Instrumental)           | (Instrumental) | Tetsutarō Sakurai | Shunsuke Suzuki | 4:06 |

## Liens
- (ja) Promotion du disque, sur le site d'Asayan (partie 1)
- (ja) Promotion du disque, sur le site d'Asayan (partie 2)
- (ja) Clip vidéo officiel de Ai no Tane
- (ja) Fiche officielle de Ai no Tane (20th Anniversary Ver.)